# I Won't Forget You
"I won't forget you" is een single van de Amerikaanse countryzanger Jim Reeves.

## Tracklist

### 7" Single
RCA Victor 47-9552 (1964)
1. I won't forget you - 2:59
2. A stranger's just a friend - 1:55

## Hitnoteringen
| I won't forget you         | I won't forget you    | I won't forget you | I won't forget you | I won't forget you | I won't forget you | I won't forget you | I won't forget you | I won't forget you | I won't forget you | I won't forget you |
| Hitlijst                   | Datum van binnenkomst | Week:              | 1                  | 2                  | 3                  | 4                  | 5                  | 6                  | 7                  |                    |
| -------------------------- | --------------------- | ------------------ | ------------------ | ------------------ | ------------------ | ------------------ | ------------------ | ------------------ | ------------------ | ------------------ |
| Tijd voor Teenagers Top 10 | 29-08-1964            | Positie:           | 10                 | 10                 | 10                 | 10                 | 9                  | 8                  | 6                  | uit                |
| Nederlandse Top 40         | 02-01-1965            | Positie:           | 36                 | 39                 | uit                |                    |                    |                    |                    |                    |

### Evergreen Top 1000
| Evergreen Top 1000 "I Won't Forget You - Jim Reeves" | Evergreen Top 1000 "I Won't Forget You - Jim Reeves" | Evergreen Top 1000 "I Won't Forget You - Jim Reeves" | Evergreen Top 1000 "I Won't Forget You - Jim Reeves" | Evergreen Top 1000 "I Won't Forget You - Jim Reeves" | Evergreen Top 1000 "I Won't Forget You - Jim Reeves" | Evergreen Top 1000 "I Won't Forget You - Jim Reeves" | Evergreen Top 1000 "I Won't Forget You - Jim Reeves" | Evergreen Top 1000 "I Won't Forget You - Jim Reeves" | Evergreen Top 1000 "I Won't Forget You - Jim Reeves" | Evergreen Top 1000 "I Won't Forget You - Jim Reeves" | Evergreen Top 1000 "I Won't Forget You - Jim Reeves" | Evergreen Top 1000 "I Won't Forget You - Jim Reeves" | Evergreen Top 1000 "I Won't Forget You - Jim Reeves" | Evergreen Top 1000 "I Won't Forget You - Jim Reeves" | Evergreen Top 1000 "I Won't Forget You - Jim Reeves" | Evergreen Top 1000 "I Won't Forget You - Jim Reeves" |
| Jaar                                                 | 2008                                                 | 2009                                                 | 2010                                                 | 2011                                                 | 2012                                                 | 2013                                                 | 2014                                                 | 2015                                                 | 2016                                                 | 2017                                                 | 2018                                                 | 2019                                                 | 2020                                                 | 2021                                                 | 2022                                                 | 2023                                                 |
| ---------------------------------------------------- | ---------------------------------------------------- | ---------------------------------------------------- | ---------------------------------------------------- | ---------------------------------------------------- | ---------------------------------------------------- | ---------------------------------------------------- | ---------------------------------------------------- | ---------------------------------------------------- | ---------------------------------------------------- | ---------------------------------------------------- | ---------------------------------------------------- | ---------------------------------------------------- | ---------------------------------------------------- | ---------------------------------------------------- | ---------------------------------------------------- | ---------------------------------------------------- |
| Positie                                              | 60                                                   | 677                                                  | 674                                                  | 674                                                  | 607                                                  | 132                                                  | 91                                                   | 160                                                  | 151                                                  | 302                                                  | 301                                                  | 282                                                  | 381                                                  | 287                                                  | 333                                                  | 332                                                  |